# Banco móvel
O banco móvel é um serviço prestado por um banco ou outra instituição financeira que permite que seus clientes realizem transações financeiras remotamente usando um dispositivo móvel, como um smartphone ou tablet. Ao contrário do internet banking relacionado, ele usa software, geralmente chamado de aplicativo, fornecido pela instituição financeira para o efeito. O banco móvel geralmente está disponível 24 horas por dia. Algumas instituições financeiras têm restrições sobre quais contas podem ser acessadas por meio do banco móvel, bem como um limite para o valor que pode ser movimentado. O banco móvel depende da disponibilidade de uma conexão de internet ou de dados para o dispositivo móvel.
As transações por meio do banco móvel dependem dos recursos do aplicativo fornecido e normalmente incluem a obtenção de saldos de contas e listas de transações mais recentes, pagamentos de contas eletrônicas, depósitos remotos de cheques, pagamentos P2P e transferências de fundos entre contas de um cliente ou de outra. Alguns aplicativos também permitem que cópias de extratos sejam baixadas e, às vezes, impressas nas instalações do cliente. O uso de um aplicativo de banco móvel aumenta a facilidade de uso, velocidade, flexibilidade e também melhora a segurança, pois se integra aos mecanismos de segurança integrados ao dispositivo móvel do usuário.
Do ponto de vista do banco, o mobile banking reduz o custo de manuseio de transações, reduzindo a necessidade de os clientes visitarem uma agência bancária para transações de saque e depósito sem dinheiro. O banco móvel não lida com transações envolvendo dinheiro, e um cliente precisa visitar um caixa eletrônico ou agência bancária para saques ou depósitos em dinheiro. Muitos aplicativos agora têm uma opção de depósito remoto; usando a câmera do aparelho para transmitir digitalmente os cheques para sua instituição financeira.
O banco móvel difere dos pagamentos móveis, que envolvem o uso de um dispositivo móvel para pagar bens ou serviços no ponto de venda ou remotamente, de forma análoga ao uso de um cartão de débito ou crédito para efetuar um pagamento EFTPOS.

## História
Os primeiros serviços bancários móveis usavam o SMS, um serviço conhecido como SMS banking. Com a introdução de telefones inteligentes com suporte WAP permitindo o uso da rede móvel em 1999, os primeiros bancos europeus começaram a oferecer serviços bancários móveis nesta plataforma aos seus clientes.
O banco móvel antes de 2010 era mais frequentemente realizado via SMS ou rede móvel. O sucesso inicial da Apple com o iPhone e o rápido crescimento de telefones baseados no Android do Google (sistema operacional) levaram ao aumento do uso de aplicativos móveis especiais, baixados para o dispositivo móvel. Com isso dito, os avanços nas tecnologias da rede, como HTML5, CSS3 e JavaScript, levaram mais bancos a lançar serviços móveis baseados na rede para complementar aplicativos nativos. Essas aplicações são compostas por um módulo de aplicação web em JSP como J2EE e funções de outro módulo J2ME.
Um estudo recente (maio de 2012) da Mapa Research sugere que mais de um terço dos bancos têm detecção de dispositivos móveis ao visitar o sítio principal dos bancos. Várias coisas podem acontecer na detecção móvel, como redirecionar para uma loja de aplicativos, redirecionar para um site específico de banco móvel ou fornecer um menu de opções de bancos móveis para o usuário escolher.

## Definição
Em um modelo acadêmico, o banco móvel é definido como:

Banco móvel refere-se à prestação e utilização de serviços bancários e financeiros com a ajuda de dispositivos de telecomunicações móveis. O escopo dos serviços oferecidos pode incluir facilidades para realizar transações bancárias e do mercado de ações, administrar contas e acessar informações personalizadas."

De acordo com este modelo de banco móvel pode-se dizer que consiste em três conceitos inter-relacionados:
- Contabilidade móvel
- Serviços de informações financeiras móveis

A maioria dos serviços nas categorias designadas de contabilidade e corretagem são baseados em transações. Os serviços não baseados em transações de natureza informativa são, no entanto, essenciais para a realização de transações – por exemplo, consultas de saldo podem ser necessárias antes de efetuar uma remessa de dinheiro. Os serviços de contabilidade e corretagem são, portanto, oferecidos invariavelmente em combinação com serviços de informação. Os serviços de informação, por outro lado, podem ser oferecidos como um módulo independente.
O banco móvel também pode ser usado para ajudar em situações de negócios, bem como para situação financeira.